# Kim Min-jung (badmintonistka)
Kim Min-jung (ur. 29 lipca 1986 w Czedżu) – południowokoreańska badmintonistka.

## Kariera
Dwukrotnie brała udział w igrzyskach olimpijskich, w 2008 w grze podwójnej kobiet w parze z Ha Jung-eun (odpadły w pierwszej rundzie) oraz w 2012 w tej samej konkurencji (z tą samą partnerką, odpadły w fazie grupowej).
Poza występami olimpijskimi startowała też na mistrzostwach Azji – na czempionacie w 2009 i 2010 roku zdobyła srebrny medal w mikście, w czasie mistrzostw w 2011 zdobyła brązowy medal w grze podwójnej. Była uczestniczką kilku edycji mistrzostw świata, ale nie wywalczyła na nich żadnego medalu.
W czasie igrzysk azjatyckich w Kantonie zdobyła dwa brązowe medale, w grze podwójnej oraz drużynowej. Jest też złotą medalistką uniwersjady z 2007 roku, w konkurencji gry mieszanej.